# Copa Argentina 2018-19
La Copa Argentina 2018-19 (llamada Copa «Total» Argentina 2019 por motivos de patrocinio) fue la décima edición de la competición, organizada por la Asociación del Fútbol Argentino y la octava de su nueva etapa. El campeón obtuvo la clasificación a la Copa Libertadores 2020 y el derecho a disputar la Supercopa Argentina 2019.
Constó de dos fases preliminares y la fase final. Durante la primera parte de la temporada 2018-19 se produjo la clasificación de los equipos de la fase preliminar metropolitana, que se realizó dentro de sus respectivos campeonatos. Por su parte, la fase preliminar regional se dividió en dos etapas, la primera dentro del respectivo torneo y la segunda por eliminación.
La competencia tuvo, en su fase final, la participación de 64 equipos: los 26 que disputaron el Campeonato de Primera División 2018-19; los 12 equipos que tuvieron los mejores promedios de la tabla parcial cumplida la 13.ª fecha del Campeonato de Primera B Nacional 2018-19, los 6 equipos que ocuparon los primeros puestos de la tabla parcial de la primera rueda del Campeonato de Primera B 2018-19, los 4 equipos que ocuparon los primeros puestos de la tabla parcial de la primera rueda del Campeonato de Primera C 2018-19 y los 3 equipos que ocuparon los primeros puestos de la tabla parcial de la primera rueda del Campeonato de Primera D 2018-19; y 13 por la zona regional, que salieron de la eliminación directa de los 36 equipos que disputaron el Torneo Federal A 2018-19.

## Equipos participantes
Nota: En negrita, el equipo campeón

### Primera División
| Aldosivi         | Argentinos Juniors      | Atlético Tucumán  | Banfield           |
| Belgrano         | Boca Juniors            | Colón             | Defensa y Justicia |
| Estudiantes (LP) | Gimnasia y Esgrima (LP) | Godoy Cruz        | Huracán            |
| Independiente    | Lanús                   | Newell's Old Boys | Patronato          |
| Racing Club      | River Plate             | Rosario Central   | San Lorenzo        |
| San Martín (SJ)  | San Martín (T)          | Talleres (C)      | Tigre              |
| Unión            | Vélez Sarsfield         |                   |                    |

### Segunda categoría

#### B Nacional
| Agropecuario          | Almagro                | Arsenal                 | Atlético de Rafaela |
| Central Córdoba (SdE) | Gimnasia y Esgrima (M) | Independiente Rivadavia | Mitre (SdE)         |
| Nueva Chicago         | Platense               | Sarmiento (J)           | Villa Dálmine       |

### Tercera categoría

#### Primera B
| Acassuso          | All Boys         | Atlanta | Barracas Central |
| Deportivo Riestra | Estudiantes (BA) |         |                  |

#### Torneo Federal A
| Altos Hornos Zapla            | Alvarado                 | Atlético Paraná     | Boca Unidos                  |
| Chaco For Ever                | Cipolletti               | Crucero del Norte   | Defensores de Belgrano (VR)  |
| Defensores de Pronunciamiento | Deportivo Camioneros     | Deportivo Madryn    | Deportivo Maipú              |
| Deportivo Roca                | Desamparados             | Douglas Haig        | Estudiantes (RC)             |
| Ferro Carril Oeste (GP)       | Gimnasia y Esgrima (CdU) | Gimnasia y Tiro (S) | Huracán Las Heras            |
| Independiente (N)             | Juventud Antoniana       | Juventud Unida (G)  | Juventud Unida Universitario |
| Racing (C)                    | San Jorge (T)            | San Lorenzo de Alem | San Martín (F)               |
| Sansinena                     | Sarmiento (R)            | Sol de Mayo         | Sportivo Belgrano            |
| Sportivo Estudiantes (SL)     | Sportivo Las Parejas     | Unión (S)           | Villa Mitre                  |

### Cuarta categoría

#### Primera C
| Deportivo Armenio | Deportivo Laferrere | Dock Sud | Ferrocarril Midland |

### Quinta categoría

#### Primera D
| Argentino de Merlo | Atlas | Real Pilar |  |

### Distribución geográfica de los equipos
Listado de participantes según la región a la que pertenecen:
| Región                           | Equipos |
| -------------------------------- | ------- |
| Provincia de Buenos Aires        | 30      |
| Ciudad de Buenos Aires           | 11      |
| Provincia de Santa Fe            | 7       |
| Provincia de Córdoba             | 5       |
| Provincia de Entre Ríos          | 5       |
| Provincia de Mendoza             | 5       |
| Provincia de Río Negro           | 3       |
| Provincia de Tucumán             | 3       |
| Provincia del Chaco              | 2       |
| Provincia de Salta               | 2       |
| Provincia de San Juan            | 2       |
| Provincia de San Luis            | 2       |
| Provincia de Santiago del Estero | 2       |
| Provincia de Catamarca           | 1       |
| Provincia de Corrientes          | 1       |
| Provincia del Chubut             | 1       |
| Provincia de Formosa             | 1       |
| Provincia de Jujuy               | 1       |
| Provincia de La Pampa            | 1       |
| Provincia de Misiones            | 1       |
| Provincia del Neuquén            | 1       |
| Total                            | 87      |

## Fase preliminar metropolitana
Fue organizada directamente por la AFA.
Con la participación de la totalidad de los equipos de cada categoría, se establecieron los clasificados a la fase final por cada una de ellas, según el resultado de su desempeño en la primera mitad de los torneos de la temporada 2018-19, con un total de 25 equipos: 
- Los 12 primeros primeros promedios de la tabla de posiciones parcial cumplidas las primeras 13 fechas del Campeonato de Primera B Nacional 2018-19.
- Los 6 primeros de la tabla de posiciones de la primera rueda del Campeonato de Primera B 2018-19.
- Los 4 primeros de la tabla de posiciones de la primera rueda del Campeonato de Primera C 2018-19.
- Los 3 primeros de la tabla de posiciones de la primera rueda del Campeonato de Primera D 2018-19.

## Fase preliminar regional
Fue organizada por el Consejo Federal, órgano interno de la AFA.
Se disputó en dos rondas por eliminación directa a doble partido, con la participación del total de 36 equipos que disputan el Torneo Federal A 2018-19, según el resultado de la Primera fase del certamen. La primera la jugaron los 20 equipos que pasaron a la Reválida. Los 10 ganadores disputaron la segunda ronda, en la que se agregaron los 16 que habían pasado a la Segunda fase, con un total de 26 equipos, de los que clasificaron 13, tras enfrentarse entre sí.

### Primera fase
| Fecha       | Estadio                       | Local en la ida               |   | Global        |   | Local en la vuelta        |
| ----------- | ----------------------------- | ----------------------------- | - | ------------- | - | ------------------------- |
| 16 de enero | La Nueva Caldera              | Independiente (N)             | 0 | 0 - 3         | 0 | Deportivo Madryn          |
| 20 de enero | Abel Sastre                   | Independiente (N)             | 0 | 0 - 3         | 3 | Deportivo Madryn          |
| 16 de enero | Luis Maiolino                 | Deportivo Roca                | 3 | 5 - 1         | 1 | Cipolletti                |
| 20 de enero | La Visera de Cemento          | Deportivo Roca                | 2 | 5 - 1         | 0 | Cipolletti                |
| 16 de enero | Miguel Morales                | Douglas Haig                  | 6 | 8 - 4         | 3 | Ferro Carril Oeste (GP)   |
| 20 de enero | El Coloso del Barrio Talerres | Douglas Haig                  | 2 | 8 - 4         | 1 | Ferro Carril Oeste (GP)   |
| 16 de enero | Delio Cardozo                 | Defensores de Pronunciamiento | 1 | 1 - 3         | 0 | Juventud Unida (G)        |
| 20 de enero | De los Eucaliptos             | Defensores de Pronunciamiento | 0 | 1 - 3         | 3 | Juventud Unida (G)        |
| 16 de enero | Pedro Mutio                   | Atlético Paraná               | 1 | 2 - 1         | 0 | Sportivo Las Parejas      |
| 20 de enero | Fortaleza del Lobo            | Atlético Paraná               | 1 | 2 - 1         | 1 | Sportivo Las Parejas      |
| 16 de enero | Miguel Sancho                 | Racing (C)                    | 2 | 2 - 2         | 1 | Sportivo Belgrano (v)     |
| 20 de enero | Oscar C. Boero                | Racing (C)                    | 0 | 2 - 2         | 1 | Sportivo Belgrano (v)     |
| 16 de enero | Emilio Fabrizzi               | Altos Hornos Zapla (p)        | 1 | (3) 3 - 3 (2) | 2 | San Lorenzo de Alem       |
| 20 de enero | Malvinas Argentinas           | Altos Hornos Zapla (p)        | 2 | (3) 3 - 3 (2) | 1 | San Lorenzo de Alem       |
| 16 de enero | 17 de octubre                 | San Martín (F)                | 1 | 2 - 4         | 1 | Crucero del Norte         |
| 20 de enero | Comandante Andrés Guacurarí   | San Martín (F)                | 1 | 2 - 4         | 3 | Crucero del Norte         |
| 16 de enero | Fray Honorato Pistoia         | Juventud Antoniana            | 1 | 1 - 2         | 1 | Gimnasia y Tiro (S)       |
| 20 de enero | El Gigante del Norte          | Juventud Antoniana            | 0 | 1 - 2         | 1 | Gimnasia y Tiro (S)       |
| 17 de enero | Mario Sebastián Diez          | Juventud Unida Universitario  | 1 | 3 - 5         | 3 | Sportivo Estudiantes (SL) |
| 20 de enero | Héctor Odicino y Pedro Benoza | Juventud Unida Universitario  | 2 | 3 - 5         | 2 | Sportivo Estudiantes (SL) |

|  |

### Segunda fase
| Fecha       | Estadio                       | Local en la ida               |   | Global        |   | Local en la vuelta              |
| ----------- | ----------------------------- | ----------------------------- | - | ------------- | - | ------------------------------- |
| 20 de enero | Luis Molina                   | Sansinena                     | 1 | 1 - 4         | 1 | Villa Mitre                     |
| 27 de enero | El Fortín                     | Sansinena                     | 0 | 1 - 4         | 3 | Villa Mitre                     |
| 20 de enero | Omar Higinio Sperdutti        | Deportivo Maipú               | 2 | (3) 3 - 3 (4) | 1 | Huracán Las Heras (p)           |
| 27 de enero | General San Martín            | Deportivo Maipú               | 1 | (3) 3 - 3 (4) | 2 | Huracán Las Heras (p)           |
| 20 de enero | Centenario                    | Sarmiento (R)                 | 2 | 2 - 1         | 1 | Chaco For Ever                  |
| 27 de enero | Juan Alberto García           | Sarmiento (R)                 | 0 | 2 - 1         | 0 | Chaco For Ever                  |
| 20 de enero | Ángel Pascual Sáez            | San Jorge (T)                 | 3 | 5 - 5         | 3 | Unión (S) (v)                   |
| 27 de enero | La Fortaleza del Bicho        | San Jorge (T)                 | 2 | 5 - 5         | 2 | Unión (S) (v)                   |
| 23 de enero | Abel Sastre                   | Deportivo Madryn              | 2 | 2 - 3         | 1 | Sol de Mayo                     |
| 27 de enero | Sol de Mayo                   | Deportivo Madryn              | 0 | 2 - 3         | 2 | Sol de Mayo                     |
| 23 de enero | Miguel Morales                | Douglas Haig                  | 1 | 1 - 0         | 0 | Deportivo Camioneros            |
| 27 de enero | Hugo Moyano                   | Douglas Haig                  | 0 | 1 - 0         | 0 | Deportivo Camioneros            |
| 23 de enero | De los Eucaliptos             | Juventud Unida (G) (p)        | 0 | (5) 0 - 0 (4) | 0 | Gimnasia y Esgrima (CdU)        |
| 27 de enero | Manuel y Ramón Núñez          | Juventud Unida (G) (p)        | 0 | (5) 0 - 0 (4) | 0 | Gimnasia y Esgrima (CdU)        |
| 23 de enero | Pedro Mutio                   | Atlético Paraná               | 1 | 1 - 1         | 1 | Defensores de Belgrano (VR) (v) |
| 27 de enero | Salomón Boeseldín             | Atlético Paraná               | 0 | 1 - 1         | 0 | Defensores de Belgrano (VR) (v) |
| 23 de enero | Oscar C. Boero                | Sportivo Belgrano             | 1 | 1 - 4         | 0 | Estudiantes (RC)                |
| 27 de enero | Ciudad de Río Cuarto          | Sportivo Belgrano             | 0 | 1 - 4         | 4 | Estudiantes (RC)                |
| 23 de enero | Héctor Odicino y Pedro Benoza | Sportivo Estudiantes (SL) (v) | 1 | 2 - 2         | 0 | Desamparados                    |
| 27 de enero | El Serpentario                | Sportivo Estudiantes (SL) (v) | 1 | 2 - 2         | 2 | Desamparados                    |
| 23 de enero | Emilio Fabrizzi               | Altos Hornos Zapla            | 1 | (3) 1 - 1 (4) | 0 | Gimnasia y Tiro (S) (p)         |
| 27 de enero | El Gigante del Norte          | Altos Hornos Zapla            | 0 | (3) 1 - 1 (4) | 1 | Gimnasia y Tiro (S) (p)         |
| 23 de enero | Comandante Andrés Guacurarí   | Crucero del Norte             | 1 | 1 - 3         | 2 | Boca Unidos                     |
| 27 de enero | Leoncio Benítez               | Crucero del Norte             | 0 | 1 - 3         | 1 | Boca Unidos                     |
| 24 de enero | Luis Maiolino                 | Deportivo Roca (v)            | 1 | 2 - 2         | 0 | Alvarado                        |
| 28 de enero | José María Minella            | Deportivo Roca (v)            | 1 | 2 - 2         | 2 | Alvarado                        |

|  |

## Fase final
El cuadro principal lo protagonizaron los 13 clasificados de la Fase preliminar regional, los 25 de la Fase preliminar metropolitana y los 26 equipos que disputaron el Campeonato de Primera División 2018-19. El sorteo se llevó a cabo el jueves 31 de enero en el Complejo Habitacional de Ezeiza de la AFA.

### Cuadro de desarrollo
|  | Treintaidosavos de final                       | Treintaidosavos de final                       | Treintaidosavos de final |       |                                                | Dieciseisavos de final    | Dieciseisavos de final | Dieciseisavos de final |  |                                         | Octavos de final          | Octavos de final | Octavos de final |  |                                                | Cuartos de final      | Cuartos de final | Cuartos de final |  |                                                | Semifinales                             | Semifinales      | Semifinales |  |  | Final                                          | Final                 | Final |
|  |                                                |                                                |                          |       |                                                |                           |                        |                        |  |                                         |                           |                  |                  |  |                                                |                       |                  |                  |  |                                                |                                         |                  |             |  |  |                                                |                       |       |
|  | Bandera de la Provincia de Santa Fe            | Newell's Old Boys                              | 1                        |       |                                                |                           |                        |                        |  |                                         |                           |                  |                  |  |                                                |                       |                  |                  |  |                                                |                                         |                  |             |  |  |                                                |                       |       |
|  | Bandera de la Provincia de Buenos Aires        | Villa Mitre                                    | 2                        |       |                                                |                           |                        |                        |  |                                         |                           |                  |                  |  |                                                |                       |                  |                  |  |                                                |                                         |                  |             |  |  |                                                |                       |       |
|  | Bandera de la Provincia de Buenos Aires        | Villa Mitre                                    | 2                        |       | Bandera de la Provincia de Buenos Aires        | Villa Mitre               | 1                      |                        |  |                                         |                           |                  |                  |  |                                                |                       |                  |                  |  |                                                |                                         |                  |             |  |  |                                                |                       |       |
|  |                                                |                                                |                          |       | Bandera de la Provincia de Buenos Aires        | Villa Mitre               | 1                      |                        |  |                                         |                           |                  |                  |  |                                                |                       |                  |                  |  |                                                |                                         |                  |             |  |  |                                                |                       |       |
|  |                                                | Bandera de la Provincia de San Juan            | San Martín (SJ)          | 0     |                                                |                           |                        |                        |  |                                         |                           |                  |                  |  |                                                |                       |                  |                  |  |                                                |                                         |                  |             |  |  |                                                |                       |       |
|  | Bandera de la Provincia de San Juan            | Bandera de la Provincia de San Juan            | San Martín (SJ)          | 0     | San Martín (SJ)                                | 1                         |                        |                        |  |                                         |                           |                  |                  |  |                                                |                       |                  |                  |  |                                                |                                         |                  |             |  |  |                                                |                       |       |
|  | Bandera de la Provincia de San Juan            |                                                |                          |       | San Martín (SJ)                                | 1                         |                        |                        |  |                                         |                           |                  |                  |  |                                                |                       |                  |                  |  |                                                |                                         |                  |             |  |  |                                                |                       |       |
|  | Bandera de la Provincia de Buenos Aires        | Villa Dálmine                                  | 0                        |       |                                                |                           |                        |                        |  |                                         |                           |                  |                  |  |                                                |                       |                  |                  |  |                                                |                                         |                  |             |  |  |                                                |                       |       |
|  | Bandera de la Provincia de Buenos Aires        | Villa Dálmine                                  | 0                        |       |                                                |                           |                        |                        |  | Bandera de la Provincia de Buenos Aires | Villa Mitre               | 1                |                  |  |                                                |                       |                  |                  |  |                                                |                                         |                  |             |  |  |                                                |                       |       |
|  |                                                |                                                |                          |       |                                                |                           |                        |                        |  | Bandera de la Provincia de Buenos Aires | Villa Mitre               | 1                |                  |  |                                                |                       |                  |                  |  |                                                |                                         |                  |             |  |  |                                                |                       |       |
|  |                                                | Bandera de la Provincia de Santiago del Estero | Central Córdoba (SdE)    | 2     |                                                |                           |                        |                        |  |                                         |                           |                  |                  |  |                                                |                       |                  |                  |  |                                                |                                         |                  |             |  |  |                                                |                       |       |
|  | Bandera de la Provincia de Buenos Aires        | Bandera de la Provincia de Santiago del Estero | Central Córdoba (SdE)    | 2     | Sarmiento (J)                                  | 0                         |                        |                        |  |                                         |                           |                  |                  |  |                                                |                       |                  |                  |  |                                                |                                         |                  |             |  |  |                                                |                       |       |
|  | Bandera de la Provincia de Buenos Aires        |                                                |                          |       | Sarmiento (J)                                  | 0                         |                        |                        |  |                                         |                           |                  |                  |  |                                                |                       |                  |                  |  |                                                |                                         |                  |             |  |  |                                                |                       |       |
|  | Bandera de la Ciudad de Buenos Aires           | All Boys                                       | 2                        |       |                                                |                           |                        |                        |  |                                         |                           |                  |                  |  |                                                |                       |                  |                  |  |                                                |                                         |                  |             |  |  |                                                |                       |       |
|  | Bandera de la Ciudad de Buenos Aires           | All Boys                                       | 2                        |       | Bandera de la Ciudad de Buenos Aires           | All Boys                  | 0                      |                        |  |                                         |                           |                  |                  |  |                                                |                       |                  |                  |  |                                                |                                         |                  |             |  |  |                                                |                       |       |
|  |                                                |                                                |                          |       | Bandera de la Ciudad de Buenos Aires           | All Boys                  | 0                      |                        |  |                                         |                           |                  |                  |  |                                                |                       |                  |                  |  |                                                |                                         |                  |             |  |  |                                                |                       |       |
|  |                                                | Bandera de la Provincia de Santiago del Estero | Central Córdoba (SdE)    | 1     |                                                |                           |                        |                        |  |                                         |                           |                  |                  |  |                                                |                       |                  |                  |  |                                                |                                         |                  |             |  |  |                                                |                       |       |
|  | Bandera de la Ciudad de Buenos Aires           | Bandera de la Provincia de Santiago del Estero | Central Córdoba (SdE)    | 1     | Nueva Chicago                                  | 0                         |                        |                        |  |                                         |                           |                  |                  |  |                                                |                       |                  |                  |  |                                                |                                         |                  |             |  |  |                                                |                       |       |
|  | Bandera de la Ciudad de Buenos Aires           |                                                |                          |       | Nueva Chicago                                  | 0                         |                        |                        |  |                                         |                           |                  |                  |  |                                                |                       |                  |                  |  |                                                |                                         |                  |             |  |  |                                                |                       |       |
|  | Bandera de la Provincia de Santiago del Estero | Central Córdoba (SdE)                          | 1                        |       |                                                |                           |                        |                        |  |                                         |                           |                  |                  |  |                                                |                       |                  |                  |  |                                                |                                         |                  |             |  |  |                                                |                       |       |
|  | Bandera de la Provincia de Santiago del Estero | Central Córdoba (SdE)                          | 1                        |       |                                                |                           |                        |                        |  |                                         |                           |                  |                  |  | Bandera de la Provincia de Santiago del Estero | Central Córdoba (SdE) | 1                |                  |  |                                                |                                         |                  |             |  |  |                                                |                       |       |
|  |                                                |                                                |                          |       |                                                |                           |                        |                        |  |                                         |                           |                  |                  |  | Bandera de la Provincia de Santiago del Estero | Central Córdoba (SdE) | 1                |                  |  |                                                |                                         |                  |             |  |  |                                                |                       |       |
|  |                                                | Bandera de la Provincia de Buenos Aires        | Estudiantes (LP)         | 0     |                                                |                           |                        |                        |  |                                         |                           |                  |                  |  |                                                |                       |                  |                  |  |                                                |                                         |                  |             |  |  |                                                |                       |       |
|  | Bandera de la Ciudad de Buenos Aires           | Bandera de la Provincia de Buenos Aires        | Estudiantes (LP)         | 0     | San Lorenzo                                    | 0                         |                        |                        |  |                                         |                           |                  |                  |  |                                                |                       |                  |                  |  |                                                |                                         |                  |             |  |  |                                                |                       |       |
|  | Bandera de la Ciudad de Buenos Aires           |                                                |                          |       | San Lorenzo                                    | 0                         |                        |                        |  |                                         |                           |                  |                  |  |                                                |                       |                  |                  |  |                                                |                                         |                  |             |  |  |                                                |                       |       |
|  | Bandera de la Provincia de San Luis            | Sportivo Estudiantes (SL)                      | 2                        |       |                                                |                           |                        |                        |  |                                         |                           |                  |                  |  |                                                |                       |                  |                  |  |                                                |                                         |                  |             |  |  |                                                |                       |       |
|  | Bandera de la Provincia de San Luis            | Sportivo Estudiantes (SL)                      | 2                        |       | Bandera de la Provincia de San Luis            | Sportivo Estudiantes (SL) | 2                      |                        |  |                                         |                           |                  |                  |  |                                                |                       |                  |                  |  |                                                |                                         |                  |             |  |  |                                                |                       |       |
|  |                                                |                                                |                          |       | Bandera de la Provincia de San Luis            | Sportivo Estudiantes (SL) | 2                      |                        |  |                                         |                           |                  |                  |  |                                                |                       |                  |                  |  |                                                |                                         |                  |             |  |  |                                                |                       |       |
|  |                                                | Bandera de la Ciudad de Buenos Aires           | Barracas Central         | 0     |                                                |                           |                        |                        |  |                                         |                           |                  |                  |  |                                                |                       |                  |                  |  |                                                |                                         |                  |             |  |  |                                                |                       |       |
|  | Bandera de la Provincia de Santa Fe            | Bandera de la Ciudad de Buenos Aires           | Barracas Central         | 0     | Unión                                          | 0                         |                        |                        |  |                                         |                           |                  |                  |  |                                                |                       |                  |                  |  |                                                |                                         |                  |             |  |  |                                                |                       |       |
|  | Bandera de la Provincia de Santa Fe            |                                                |                          |       | Unión                                          | 0                         |                        |                        |  |                                         |                           |                  |                  |  |                                                |                       |                  |                  |  |                                                |                                         |                  |             |  |  |                                                |                       |       |
|  | Bandera de la Ciudad de Buenos Aires           | Barracas Central                               | 1                        |       |                                                |                           |                        |                        |  |                                         |                           |                  |                  |  |                                                |                       |                  |                  |  |                                                |                                         |                  |             |  |  |                                                |                       |       |
|  | Bandera de la Ciudad de Buenos Aires           | Barracas Central                               | 1                        |       |                                                |                           |                        |                        |  | Bandera de la Provincia de San Luis     | Sportivo Estudiantes (SL) | 2 (2)            |                  |  |                                                |                       |                  |                  |  |                                                |                                         |                  |             |  |  |                                                |                       |       |
|  |                                                |                                                |                          |       |                                                |                           |                        |                        |  | Bandera de la Provincia de San Luis     | Sportivo Estudiantes (SL) | 2 (2)            |                  |  |                                                |                       |                  |                  |  |                                                |                                         |                  |             |  |  |                                                |                       |       |
|  |                                                | Bandera de la Provincia de Buenos Aires        | Estudiantes (LP) (p)     | 2 (4) |                                                |                           |                        |                        |  |                                         |                           |                  |                  |  |                                                |                       |                  |                  |  |                                                |                                         |                  |             |  |  |                                                |                       |       |
|  | Bandera de la Provincia de Santiago del Estero | Bandera de la Provincia de Buenos Aires        | Estudiantes (LP) (p)     | 2 (4) | Mitre (SdE)                                    | 1                         |                        |                        |  |                                         |                           |                  |                  |  |                                                |                       |                  |                  |  |                                                |                                         |                  |             |  |  |                                                |                       |       |
|  | Bandera de la Provincia de Santiago del Estero |                                                |                          |       | Mitre (SdE)                                    | 1                         |                        |                        |  |                                         |                           |                  |                  |  |                                                |                       |                  |                  |  |                                                |                                         |                  |             |  |  |                                                |                       |       |
|  | Bandera de la Provincia del Río Negro          | Deportivo Roca                                 | 0                        |       |                                                |                           |                        |                        |  |                                         |                           |                  |                  |  |                                                |                       |                  |                  |  |                                                |                                         |                  |             |  |  |                                                |                       |       |
|  | Bandera de la Provincia del Río Negro          | Deportivo Roca                                 | 0                        |       | Bandera de la Provincia de Santiago del Estero | Mitre (SdE)               | 0                      |                        |  |                                         |                           |                  |                  |  |                                                |                       |                  |                  |  |                                                |                                         |                  |             |  |  |                                                |                       |       |
|  |                                                |                                                |                          |       | Bandera de la Provincia de Santiago del Estero | Mitre (SdE)               | 0                      |                        |  |                                         |                           |                  |                  |  |                                                |                       |                  |                  |  |                                                |                                         |                  |             |  |  |                                                |                       |       |
|  |                                                | Bandera de la Provincia de Buenos Aires        | Estudiantes (LP)         | 2     |                                                |                           |                        |                        |  |                                         |                           |                  |                  |  |                                                |                       |                  |                  |  |                                                |                                         |                  |             |  |  |                                                |                       |       |
|  | Bandera de la Provincia de Buenos Aires        | Bandera de la Provincia de Buenos Aires        | Estudiantes (LP)         | 2     | Estudiantes (LP)                               | 5                         |                        |                        |  |                                         |                           |                  |                  |  |                                                |                       |                  |                  |  |                                                |                                         |                  |             |  |  |                                                |                       |       |
|  | Bandera de la Provincia de Buenos Aires        |                                                |                          |       | Estudiantes (LP)                               | 5                         |                        |                        |  |                                         |                           |                  |                  |  |                                                |                       |                  |                  |  |                                                |                                         |                  |             |  |  |                                                |                       |       |
|  | Bandera de la Provincia del Chaco              | Sarmiento (R)                                  | 1                        |       |                                                |                           |                        |                        |  |                                         |                           |                  |                  |  |                                                |                       |                  |                  |  |                                                |                                         |                  |             |  |  |                                                |                       |       |
|  | Bandera de la Provincia del Chaco              | Sarmiento (R)                                  | 1                        |       |                                                |                           |                        |                        |  |                                         |                           |                  |                  |  |                                                |                       |                  |                  |  | Bandera de la Provincia de Santiago del Estero | Central Córdoba (SdE)                   | 1                |             |  |  |                                                |                       |       |
|  |                                                |                                                |                          |       |                                                |                           |                        |                        |  |                                         |                           |                  |                  |  |                                                |                       |                  |                  |  | Bandera de la Provincia de Santiago del Estero | Central Córdoba (SdE)                   | 1                |             |  |  |                                                |                       |       |
|  |                                                |                                                |                          |       |                                                |                           |                        |                        |  |                                         |                           |                  |                  |  |                                                |                       |                  |                  |  |                                                | Bandera de la Provincia de Buenos Aires | Lanús            | 0           |  |  |                                                |                       |       |
|  | Bandera de la Provincia de Buenos Aires        | Gimnasia y Esgrima (LP) (p)                    | 0 (5)                    |       |                                                |                           |                        |                        |  |                                         |                           |                  |                  |  |                                                |                       |                  |                  |  |                                                | Bandera de la Provincia de Buenos Aires | Lanús            | 0           |  |  |                                                |                       |       |
|  | Bandera de la Provincia de Buenos Aires        | Gimnasia y Esgrima (LP) (p)                    | 0 (5)                    |       |                                                |                           |                        |                        |  |                                         |                           |                  |                  |  |                                                |                       |                  |                  |  |                                                |                                         |                  |             |  |  |                                                |                       |       |
|  | Bandera de la Provincia de Buenos Aires        | Defensores de Belgrano (VR)                    | 0 (3)                    |       |                                                |                           |                        |                        |  |                                         |                           |                  |                  |  |                                                |                       |                  |                  |  |                                                |                                         |                  |             |  |  |                                                |                       |       |
|  | Bandera de la Provincia de Buenos Aires        | Defensores de Belgrano (VR)                    | 0 (3)                    |       | Bandera de la Provincia de Buenos Aires        | Gimnasia y Esgrima (LP)   | 1 (3)                  |                        |  |                                         |                           |                  |                  |  |                                                |                       |                  |                  |  |                                                |                                         |                  |             |  |  |                                                |                       |       |
|  |                                                |                                                |                          |       | Bandera de la Provincia de Buenos Aires        | Gimnasia y Esgrima (LP)   | 1 (3)                  |                        |  |                                         |                           |                  |                  |  |                                                |                       |                  |                  |  |                                                |                                         |                  |             |  |  |                                                |                       |       |
|  |                                                | Bandera de la Provincia de Buenos Aires        | Defensa y Justicia (p)   | 1 (4) |                                                |                           |                        |                        |  |                                         |                           |                  |                  |  |                                                |                       |                  |                  |  |                                                |                                         |                  |             |  |  |                                                |                       |       |
|  | Bandera de la Provincia de Buenos Aires        | Bandera de la Provincia de Buenos Aires        | Defensa y Justicia (p)   | 1 (4) | Defensa y Justicia                             | 1                         |                        |                        |  |                                         |                           |                  |                  |  |                                                |                       |                  |                  |  |                                                |                                         |                  |             |  |  |                                                |                       |       |
|  | Bandera de la Provincia de Buenos Aires        |                                                |                          |       | Defensa y Justicia                             | 1                         |                        |                        |  |                                         |                           |                  |                  |  |                                                |                       |                  |                  |  |                                                |                                         |                  |             |  |  |                                                |                       |       |
|  | Bandera de la Provincia de Salta               | Gimnasia y Tiro (S)                            | 0                        |       |                                                |                           |                        |                        |  |                                         |                           |                  |                  |  |                                                |                       |                  |                  |  |                                                |                                         |                  |             |  |  |                                                |                       |       |
|  | Bandera de la Provincia de Salta               | Gimnasia y Tiro (S)                            | 0                        |       |                                                |                           |                        |                        |  | Bandera de la Provincia de Buenos Aires | Defensa y Justicia        | 0                |                  |  |                                                |                       |                  |                  |  |                                                |                                         |                  |             |  |  |                                                |                       |       |
|  |                                                |                                                |                          |       |                                                |                           |                        |                        |  | Bandera de la Provincia de Buenos Aires | Defensa y Justicia        | 0                |                  |  |                                                |                       |                  |                  |  |                                                |                                         |                  |             |  |  |                                                |                       |       |
|  |                                                | Bandera de la Provincia de Buenos Aires        | Independiente            | 1     |                                                |                           |                        |                        |  |                                         |                           |                  |                  |  |                                                |                       |                  |                  |  |                                                |                                         |                  |             |  |  |                                                |                       |       |
|  | Bandera de la Provincia de Entre Ríos          | Bandera de la Provincia de Buenos Aires        | Independiente            | 1     | Patronato (p)                                  | 1 (2)                     |                        |                        |  |                                         |                           |                  |                  |  |                                                |                       |                  |                  |  |                                                |                                         |                  |             |  |  |                                                |                       |       |
|  | Bandera de la Provincia de Entre Ríos          |                                                |                          |       | Patronato (p)                                  | 1 (2)                     |                        |                        |  |                                         |                           |                  |                  |  |                                                |                       |                  |                  |  |                                                |                                         |                  |             |  |  |                                                |                       |       |
|  | Bandera de la Provincia de Buenos Aires        | Dock Sud                                       | 1 (1)                    |       |                                                |                           |                        |                        |  |                                         |                           |                  |                  |  |                                                |                       |                  |                  |  |                                                |                                         |                  |             |  |  |                                                |                       |       |
|  | Bandera de la Provincia de Buenos Aires        | Dock Sud                                       | 1 (1)                    |       | Bandera de la Provincia de Entre Ríos          | Patronato                 | 0                      |                        |  |                                         |                           |                  |                  |  |                                                |                       |                  |                  |  |                                                |                                         |                  |             |  |  |                                                |                       |       |
|  |                                                |                                                |                          |       | Bandera de la Provincia de Entre Ríos          | Patronato                 | 0                      |                        |  |                                         |                           |                  |                  |  |                                                |                       |                  |                  |  |                                                |                                         |                  |             |  |  |                                                |                       |       |
|  |                                                | Bandera de la Provincia de Buenos Aires        | Independiente            | 1     |                                                |                           |                        |                        |  |                                         |                           |                  |                  |  |                                                |                       |                  |                  |  |                                                |                                         |                  |             |  |  |                                                |                       |       |
|  | Bandera de la Provincia de Buenos Aires        | Bandera de la Provincia de Buenos Aires        | Independiente            | 1     | Independiente                                  | 4                         |                        |                        |  |                                         |                           |                  |                  |  |                                                |                       |                  |                  |  |                                                |                                         |                  |             |  |  |                                                |                       |       |
|  | Bandera de la Provincia de Buenos Aires        |                                                |                          |       | Independiente                                  | 4                         |                        |                        |  |                                         |                           |                  |                  |  |                                                |                       |                  |                  |  |                                                |                                         |                  |             |  |  |                                                |                       |       |
|  | Bandera de la Provincia de Buenos Aires        | Atlas                                          | 0                        |       |                                                |                           |                        |                        |  |                                         |                           |                  |                  |  |                                                |                       |                  |                  |  |                                                |                                         |                  |             |  |  |                                                |                       |       |
|  | Bandera de la Provincia de Buenos Aires        | Atlas                                          | 0                        |       |                                                |                           |                        |                        |  |                                         |                           |                  |                  |  | Bandera de la Provincia de Buenos Aires        | Independiente         | 0                |                  |  |                                                |                                         |                  |             |  |  |                                                |                       |       |
|  |                                                |                                                |                          |       |                                                |                           |                        |                        |  |                                         |                           |                  |                  |  | Bandera de la Provincia de Buenos Aires        | Independiente         | 0                |                  |  |                                                |                                         |                  |             |  |  |                                                |                       |       |
|  |                                                | Bandera de la Provincia de Buenos Aires        | Lanús                    | 2     |                                                |                           |                        |                        |  |                                         |                           |                  |                  |  |                                                |                       |                  |                  |  |                                                |                                         |                  |             |  |  |                                                |                       |       |
|  | Bandera de la Provincia de Buenos Aires        | Bandera de la Provincia de Buenos Aires        | Lanús                    | 2     | Lanús                                          | 2                         |                        |                        |  |                                         |                           |                  |                  |  |                                                |                       |                  |                  |  |                                                |                                         |                  |             |  |  |                                                |                       |       |
|  | Bandera de la Provincia de Buenos Aires        |                                                |                          |       | Lanús                                          | 2                         |                        |                        |  |                                         |                           |                  |                  |  |                                                |                       |                  |                  |  |                                                |                                         |                  |             |  |  |                                                |                       |       |
|  | Bandera de la Provincia de Mendoza             | Huracán Las Heras                              | 0                        |       |                                                |                           |                        |                        |  |                                         |                           |                  |                  |  |                                                |                       |                  |                  |  |                                                |                                         |                  |             |  |  |                                                |                       |       |
|  | Bandera de la Provincia de Mendoza             | Huracán Las Heras                              | 0                        |       | Bandera de la Provincia de Buenos Aires        | Lanús                     | 1                      |                        |  |                                         |                           |                  |                  |  |                                                |                       |                  |                  |  |                                                |                                         |                  |             |  |  |                                                |                       |       |
|  |                                                |                                                |                          |       | Bandera de la Provincia de Buenos Aires        | Lanús                     | 1                      |                        |  |                                         |                           |                  |                  |  |                                                |                       |                  |                  |  |                                                |                                         |                  |             |  |  |                                                |                       |       |
|  |                                                | Bandera de la Provincia de Mendoza             | Independiente Rivadavia  | 0     |                                                |                           |                        |                        |  |                                         |                           |                  |                  |  |                                                |                       |                  |                  |  |                                                |                                         |                  |             |  |  |                                                |                       |       |
|  | Bandera de la Provincia de Mendoza             | Bandera de la Provincia de Mendoza             | Independiente Rivadavia  | 0     | Independiente Rivadavia                        | 1                         |                        |                        |  |                                         |                           |                  |                  |  |                                                |                       |                  |                  |  |                                                |                                         |                  |             |  |  |                                                |                       |       |
|  | Bandera de la Provincia de Mendoza             |                                                |                          |       | Independiente Rivadavia                        | 1                         |                        |                        |  |                                         |                           |                  |                  |  |                                                |                       |                  |                  |  |                                                |                                         |                  |             |  |  |                                                |                       |       |
|  | Bandera de la Provincia de Buenos Aires        | Ferrocarril Midland                            | 0                        |       |                                                |                           |                        |                        |  |                                         |                           |                  |                  |  |                                                |                       |                  |                  |  |                                                |                                         |                  |             |  |  |                                                |                       |       |
|  | Bandera de la Provincia de Buenos Aires        | Ferrocarril Midland                            | 0                        |       |                                                |                           |                        |                        |  | Bandera de la Provincia de Buenos Aires | Lanús                     | 4                |                  |  |                                                |                       |                  |                  |  |                                                |                                         |                  |             |  |  |                                                |                       |       |
|  |                                                |                                                |                          |       |                                                |                           |                        |                        |  | Bandera de la Provincia de Buenos Aires | Lanús                     | 4                |                  |  |                                                |                       |                  |                  |  |                                                |                                         |                  |             |  |  |                                                |                       |       |
|  |                                                | Bandera de la Ciudad de Buenos Aires           | Argentinos Juniors       | 1     |                                                |                           |                        |                        |  |                                         |                           |                  |                  |  |                                                |                       |                  |                  |  |                                                |                                         |                  |             |  |  |                                                |                       |       |
|  | Bandera de la Provincia de Tucumán             | Bandera de la Ciudad de Buenos Aires           | Argentinos Juniors       | 1     | San Martín (T) (p)                             | 2 (5)                     |                        |                        |  |                                         |                           |                  |                  |  |                                                |                       |                  |                  |  |                                                |                                         |                  |             |  |  |                                                |                       |       |
|  | Bandera de la Provincia de Tucumán             |                                                |                          |       | San Martín (T) (p)                             | 2 (5)                     |                        |                        |  |                                         |                           |                  |                  |  |                                                |                       |                  |                  |  |                                                |                                         |                  |             |  |  |                                                |                       |       |
|  | Bandera de la Provincia de Buenos Aires        | Agropecuario                                   | 2 (4)                    |       |                                                |                           |                        |                        |  |                                         |                           |                  |                  |  |                                                |                       |                  |                  |  |                                                |                                         |                  |             |  |  |                                                |                       |       |
|  | Bandera de la Provincia de Buenos Aires        | Agropecuario                                   | 2 (4)                    |       | Bandera de la Provincia de Tucumán             | San Martín (T)            | 0 (2)                  |                        |  |                                         |                           |                  |                  |  |                                                |                       |                  |                  |  |                                                |                                         |                  |             |  |  |                                                |                       |       |
|  |                                                |                                                |                          |       | Bandera de la Provincia de Tucumán             | San Martín (T)            | 0 (2)                  |                        |  |                                         |                           |                  |                  |  |                                                |                       |                  |                  |  |                                                |                                         |                  |             |  |  |                                                |                       |       |
|  |                                                | Bandera de la Ciudad de Buenos Aires           | Argentinos Juniors (p)   | 0 (3) |                                                |                           |                        |                        |  |                                         |                           |                  |                  |  |                                                |                       |                  |                  |  |                                                |                                         |                  |             |  |  |                                                |                       |       |
|  | Bandera de la Ciudad de Buenos Aires           | Bandera de la Ciudad de Buenos Aires           | Argentinos Juniors (p)   | 0 (3) | Argentinos Juniors                             | 4                         |                        |                        |  |                                         |                           |                  |                  |  |                                                |                       |                  |                  |  |                                                |                                         |                  |             |  |  |                                                |                       |       |
|  | Bandera de la Ciudad de Buenos Aires           |                                                |                          |       | Argentinos Juniors                             | 4                         |                        |                        |  |                                         |                           |                  |                  |  |                                                |                       |                  |                  |  |                                                |                                         |                  |             |  |  |                                                |                       |       |
|  | Bandera de la Provincia de Buenos Aires        | Douglas Haig                                   | 1                        |       |                                                |                           |                        |                        |  |                                         |                           |                  |                  |  |                                                |                       |                  |                  |  |                                                |                                         |                  |             |  |  |                                                |                       |       |
|  |                                                |                                                |                          |       |                                                |                           |                        |                        |  |                                         |                           |                  |                  |  |                                                |                       |                  |                  |  |                                                |                                         |                  |             |  |  | Bandera de la Provincia de Santiago del Estero | Central Córdoba (SdE) | 0     |
|  |                                                |                                                |                          |       |                                                |                           |                        |                        |  |                                         |                           |                  |                  |  |                                                |                       |                  |                  |  |                                                |                                         |                  |             |  |  | Bandera de la Provincia de Santiago del Estero | Central Córdoba (SdE) | 0     |
|  |                                                |                                                |                          |       |                                                |                           |                        |                        |  |                                         |                           |                  |                  |  |                                                |                       |                  |                  |  |                                                |                                         |                  |             |  |  | Bandera de la Ciudad de Buenos Aires           | River Plate           | 3     |
|  | Bandera de la Ciudad de Buenos Aires           | Huracán                                        | 2                        |       |                                                |                           |                        |                        |  |                                         |                           |                  |                  |  |                                                |                       |                  |                  |  |                                                |                                         |                  |             |  |  |                                                |                       |       |
|  | Bandera de la Provincia de Santa Fe            | Unión (S)                                      | 0                        |       |                                                |                           |                        |                        |  |                                         |                           |                  |                  |  |                                                |                       |                  |                  |  |                                                |                                         |                  |             |  |  |                                                |                       |       |
|  | Bandera de la Provincia de Santa Fe            | Unión (S)                                      | 0                        |       | Bandera de la Ciudad de Buenos Aires           | Huracán                   | 1 (1)                  |                        |  |                                         |                           |                  |                  |  |                                                |                       |                  |                  |  |                                                |                                         |                  |             |  |  |                                                |                       |       |
|  |                                                |                                                |                          |       | Bandera de la Ciudad de Buenos Aires           | Huracán                   | 1 (1)                  |                        |  |                                         |                           |                  |                  |  |                                                |                       |                  |                  |  |                                                |                                         |                  |             |  |  |                                                |                       |       |
|  |                                                | Bandera de la Provincia de Mendoza             | Godoy Cruz (p)           | 1 (2) |                                                |                           |                        |                        |  |                                         |                           |                  |                  |  |                                                |                       |                  |                  |  |                                                |                                         |                  |             |  |  |                                                |                       |       |
|  | Bandera de la Provincia de Mendoza             | Bandera de la Provincia de Mendoza             | Godoy Cruz (p)           | 1 (2) | Godoy Cruz                                     | 2                         |                        |                        |  |                                         |                           |                  |                  |  |                                                |                       |                  |                  |  |                                                |                                         |                  |             |  |  |                                                |                       |       |
|  | Bandera de la Provincia de Mendoza             |                                                |                          |       | Godoy Cruz                                     | 2                         |                        |                        |  |                                         |                           |                  |                  |  |                                                |                       |                  |                  |  |                                                |                                         |                  |             |  |  |                                                |                       |       |
|  | Bandera de la Provincia de Buenos Aires        | Deportivo Armenio                              | 1                        |       |                                                |                           |                        |                        |  |                                         |                           |                  |                  |  |                                                |                       |                  |                  |  |                                                |                                         |                  |             |  |  |                                                |                       |       |
|  | Bandera de la Provincia de Buenos Aires        | Deportivo Armenio                              | 1                        |       |                                                |                           |                        |                        |  | Bandera de la Provincia de Mendoza      | Godoy Cruz                | 0                |                  |  |                                                |                       |                  |                  |  |                                                |                                         |                  |             |  |  |                                                |                       |       |
|  |                                                |                                                |                          |       |                                                |                           |                        |                        |  | Bandera de la Provincia de Mendoza      | Godoy Cruz                | 0                |                  |  |                                                |                       |                  |                  |  |                                                |                                         |                  |             |  |  |                                                |                       |       |
|  |                                                | Bandera de la Ciudad de Buenos Aires           | River Plate              | 1     |                                                |                           |                        |                        |  |                                         |                           |                  |                  |  |                                                |                       |                  |                  |  |                                                |                                         |                  |             |  |  |                                                |                       |       |
|  | Bandera de la Provincia de Buenos Aires        | Bandera de la Ciudad de Buenos Aires           | River Plate              | 1     | Aldosivi                                       | 0                         |                        |                        |  |                                         |                           |                  |                  |  |                                                |                       |                  |                  |  |                                                |                                         |                  |             |  |  |                                                |                       |       |
|  | Bandera de la Provincia de Buenos Aires        |                                                |                          |       | Aldosivi                                       | 0                         |                        |                        |  |                                         |                           |                  |                  |  |                                                |                       |                  |                  |  |                                                |                                         |                  |             |  |  |                                                |                       |       |
|  | Bandera de la Provincia de Mendoza             | Gimnasia y Esgrima (M)                         | 1                        |       |                                                |                           |                        |                        |  |                                         |                           |                  |                  |  |                                                |                       |                  |                  |  |                                                |                                         |                  |             |  |  |                                                |                       |       |
|  | Bandera de la Provincia de Mendoza             | Gimnasia y Esgrima (M)                         | 1                        |       | Bandera de la Provincia de Mendoza             | Gimnasia y Esgrima (M)    | 1 (4)                  |                        |  |                                         |                           |                  |                  |  |                                                |                       |                  |                  |  |                                                |                                         |                  |             |  |  |                                                |                       |       |
|  |                                                |                                                |                          |       | Bandera de la Provincia de Mendoza             | Gimnasia y Esgrima (M)    | 1 (4)                  |                        |  |                                         |                           |                  |                  |  |                                                |                       |                  |                  |  |                                                |                                         |                  |             |  |  |                                                |                       |       |
|  |                                                | Bandera de la Ciudad de Buenos Aires           | River Plate (p)          | 1 (5) |                                                |                           |                        |                        |  |                                         |                           |                  |                  |  |                                                |                       |                  |                  |  |                                                |                                         |                  |             |  |  |                                                |                       |       |
|  | Bandera de la Ciudad de Buenos Aires           | Bandera de la Ciudad de Buenos Aires           | River Plate (p)          | 1 (5) | River Plate                                    | 3                         |                        |                        |  |                                         |                           |                  |                  |  |                                                |                       |                  |                  |  |                                                |                                         |                  |             |  |  |                                                |                       |       |
|  | Bandera de la Ciudad de Buenos Aires           |                                                |                          |       | River Plate                                    | 3                         |                        |                        |  |                                         |                           |                  |                  |  |                                                |                       |                  |                  |  |                                                |                                         |                  |             |  |  |                                                |                       |       |
|  | Bandera de la Provincia de Buenos Aires        | Argentino de Merlo                             | 0                        |       |                                                |                           |                        |                        |  |                                         |                           |                  |                  |  |                                                |                       |                  |                  |  |                                                |                                         |                  |             |  |  |                                                |                       |       |
|  | Bandera de la Provincia de Buenos Aires        | Argentino de Merlo                             | 0                        |       |                                                |                           |                        |                        |  |                                         |                           |                  |                  |  | Bandera de la Ciudad de Buenos Aires           | River Plate           | 2                |                  |  |                                                |                                         |                  |             |  |  |                                                |                       |       |
|  |                                                |                                                |                          |       |                                                |                           |                        |                        |  |                                         |                           |                  |                  |  | Bandera de la Ciudad de Buenos Aires           | River Plate           | 2                |                  |  |                                                |                                         |                  |             |  |  |                                                |                       |       |
|  |                                                | Bandera de la Provincia de Buenos Aires        | Almagro                  | 0     |                                                |                           |                        |                        |  |                                         |                           |                  |                  |  |                                                |                       |                  |                  |  |                                                |                                         |                  |             |  |  |                                                |                       |       |
|  | Bandera de la Ciudad de Buenos Aires           | Bandera de la Provincia de Buenos Aires        | Almagro                  | 0     | Boca Juniors                                   | 2                         |                        |                        |  |                                         |                           |                  |                  |  |                                                |                       |                  |                  |  |                                                |                                         |                  |             |  |  |                                                |                       |       |
|  | Bandera de la Ciudad de Buenos Aires           |                                                |                          |       | Boca Juniors                                   | 2                         |                        |                        |  |                                         |                           |                  |                  |  |                                                |                       |                  |                  |  |                                                |                                         |                  |             |  |  |                                                |                       |       |
|  | Bandera de la Provincia de Córdoba             | Estudiantes (RC)                               | 0                        |       |                                                |                           |                        |                        |  |                                         |                           |                  |                  |  |                                                |                       |                  |                  |  |                                                |                                         |                  |             |  |  |                                                |                       |       |
|  | Bandera de la Provincia de Córdoba             | Estudiantes (RC)                               | 0                        |       | Bandera de la Ciudad de Buenos Aires           | Boca Juniors              | 1 (1)                  |                        |  |                                         |                           |                  |                  |  |                                                |                       |                  |                  |  |                                                |                                         |                  |             |  |  |                                                |                       |       |
|  |                                                |                                                |                          |       | Bandera de la Ciudad de Buenos Aires           | Boca Juniors              | 1 (1)                  |                        |  |                                         |                           |                  |                  |  |                                                |                       |                  |                  |  |                                                |                                         |                  |             |  |  |                                                |                       |       |
|  |                                                | Bandera de la Provincia de Buenos Aires        | Almagro (p)              | 1 (3) |                                                |                           |                        |                        |  |                                         |                           |                  |                  |  |                                                |                       |                  |                  |  |                                                |                                         |                  |             |  |  |                                                |                       |       |
|  | Bandera de la Provincia de Buenos Aires        | Bandera de la Provincia de Buenos Aires        | Almagro (p)              | 1 (3) | Almagro (p)                                    | 1 (4)                     |                        |                        |  |                                         |                           |                  |                  |  |                                                |                       |                  |                  |  |                                                |                                         |                  |             |  |  |                                                |                       |       |
|  | Bandera de la Provincia de Buenos Aires        |                                                |                          |       | Almagro (p)                                    | 1 (4)                     |                        |                        |  |                                         |                           |                  |                  |  |                                                |                       |                  |                  |  |                                                |                                         |                  |             |  |  |                                                |                       |       |
|  | Bandera de la Provincia de Santa Fe            | Atlético Rafaela                               | 1 (2)                    |       |                                                |                           |                        |                        |  |                                         |                           |                  |                  |  |                                                |                       |                  |                  |  |                                                |                                         |                  |             |  |  |                                                |                       |       |
|  | Bandera de la Provincia de Santa Fe            | Atlético Rafaela                               | 1 (2)                    |       |                                                |                           |                        |                        |  | Bandera de la Provincia de Buenos Aires | Almagro                   | 1                |                  |  |                                                |                       |                  |                  |  |                                                |                                         |                  |             |  |  |                                                |                       |       |
|  |                                                |                                                |                          |       |                                                |                           |                        |                        |  | Bandera de la Provincia de Buenos Aires | Almagro                   | 1                |                  |  |                                                |                       |                  |                  |  |                                                |                                         |                  |             |  |  |                                                |                       |       |
|  |                                                | Bandera de la Provincia de Córdoba             | Talleres (C)             | 0     |                                                |                           |                        |                        |  |                                         |                           |                  |                  |  |                                                |                       |                  |                  |  |                                                |                                         |                  |             |  |  |                                                |                       |       |
|  | Bandera de la Provincia de Córdoba             | Bandera de la Provincia de Córdoba             | Talleres (C)             | 0     | Talleres (C)                                   | 5                         |                        |                        |  |                                         |                           |                  |                  |  |                                                |                       |                  |                  |  |                                                |                                         |                  |             |  |  |                                                |                       |       |
|  | Bandera de la Provincia de Córdoba             |                                                |                          |       | Talleres (C)                                   | 5                         |                        |                        |  |                                         |                           |                  |                  |  |                                                |                       |                  |                  |  |                                                |                                         |                  |             |  |  |                                                |                       |       |
|  | Bandera de la Provincia de Buenos Aires        | Deportivo Laferrere                            | 0                        |       |                                                |                           |                        |                        |  |                                         |                           |                  |                  |  |                                                |                       |                  |                  |  |                                                |                                         |                  |             |  |  |                                                |                       |       |
|  | Bandera de la Provincia de Buenos Aires        | Deportivo Laferrere                            | 0                        |       | Bandera de la Provincia de Córdoba             | Talleres (C) (p)          | 0 (6)                  |                        |  |                                         |                           |                  |                  |  |                                                |                       |                  |                  |  |                                                |                                         |                  |             |  |  |                                                |                       |       |
|  |                                                |                                                |                          |       | Bandera de la Provincia de Córdoba             | Talleres (C) (p)          | 0 (6)                  |                        |  |                                         |                           |                  |                  |  |                                                |                       |                  |                  |  |                                                |                                         |                  |             |  |  |                                                |                       |       |
|  |                                                | Bandera de la Provincia de Buenos Aires        | Banfield                 | 0 (5) |                                                |                           |                        |                        |  |                                         |                           |                  |                  |  |                                                |                       |                  |                  |  |                                                |                                         |                  |             |  |  |                                                |                       |       |
|  | Bandera de la Provincia de Buenos Aires        | Bandera de la Provincia de Buenos Aires        | Banfield                 | 0 (5) | Banfield                                       | 3                         |                        |                        |  |                                         |                           |                  |                  |  |                                                |                       |                  |                  |  |                                                |                                         |                  |             |  |  |                                                |                       |       |
|  | Bandera de la Provincia de Buenos Aires        |                                                |                          |       | Banfield                                       | 3                         |                        |                        |  |                                         |                           |                  |                  |  |                                                |                       |                  |                  |  |                                                |                                         |                  |             |  |  |                                                |                       |       |
|  | Bandera de la Provincia de Entre Ríos          | Juventud Unida (G)                             | 0                        |       |                                                |                           |                        |                        |  |                                         |                           |                  |                  |  |                                                |                       |                  |                  |  |                                                |                                         |                  |             |  |  |                                                |                       |       |
|  | Bandera de la Provincia de Entre Ríos          | Juventud Unida (G)                             | 0                        |       |                                                |                           |                        |                        |  |                                         |                           |                  |                  |  |                                                |                       |                  |                  |  | Bandera de la Ciudad de Buenos Aires           | River Plate                             | 2                |             |  |  |                                                |                       |       |
|  |                                                |                                                |                          |       |                                                |                           |                        |                        |  |                                         |                           |                  |                  |  |                                                |                       |                  |                  |  | Bandera de la Ciudad de Buenos Aires           | River Plate                             | 2                |             |  |  |                                                |                       |       |
|  |                                                |                                                |                          |       |                                                |                           |                        |                        |  |                                         |                           |                  |                  |  |                                                |                       |                  |                  |  |                                                | Bandera de la Provincia de Buenos Aires | Estudiantes (BA) | 0           |  |  |                                                |                       |       |
|  | Bandera de la Provincia de Santa Fe            | Rosario Central                                | 2 (4)                    |       |                                                |                           |                        |                        |  |                                         |                           |                  |                  |  |                                                |                       |                  |                  |  |                                                | Bandera de la Provincia de Buenos Aires | Estudiantes (BA) | 0           |  |  |                                                |                       |       |
|  | Bandera de la Provincia de Santa Fe            | Rosario Central                                | 2 (4)                    |       |                                                |                           |                        |                        |  |                                         |                           |                  |                  |  |                                                |                       |                  |                  |  |                                                |                                         |                  |             |  |  |                                                |                       |       |
|  | Bandera de la Provincia del Río Negro          | Sol de Mayo (p)                                | 2 (5)                    |       |                                                |                           |                        |                        |  |                                         |                           |                  |                  |  |                                                |                       |                  |                  |  |                                                |                                         |                  |             |  |  |                                                |                       |       |
|  | Bandera de la Provincia del Río Negro          | Sol de Mayo (p)                                | 2 (5)                    |       | Bandera de la Provincia del Río Negro          | Sol de Mayo               | 0                      |                        |  |                                         |                           |                  |                  |  |                                                |                       |                  |                  |  |                                                |                                         |                  |             |  |  |                                                |                       |       |
|  |                                                |                                                |                          |       | Bandera de la Provincia del Río Negro          | Sol de Mayo               | 0                      |                        |  |                                         |                           |                  |                  |  |                                                |                       |                  |                  |  |                                                |                                         |                  |             |  |  |                                                |                       |       |
|  |                                                | Bandera de la Provincia de Santa Fe            | Colón                    | 4     |                                                |                           |                        |                        |  |                                         |                           |                  |                  |  |                                                |                       |                  |                  |  |                                                |                                         |                  |             |  |  |                                                |                       |       |
|  | Bandera de la Provincia de Santa Fe            | Bandera de la Provincia de Santa Fe            | Colón                    | 4     | Colón                                          | 3                         |                        |                        |  |                                         |                           |                  |                  |  |                                                |                       |                  |                  |  |                                                |                                         |                  |             |  |  |                                                |                       |       |
|  | Bandera de la Provincia de Santa Fe            |                                                |                          |       | Colón                                          | 3                         |                        |                        |  |                                         |                           |                  |                  |  |                                                |                       |                  |                  |  |                                                |                                         |                  |             |  |  |                                                |                       |       |
|  | Bandera de la Provincia de Buenos Aires        | Acassuso                                       | 0                        |       |                                                |                           |                        |                        |  |                                         |                           |                  |                  |  |                                                |                       |                  |                  |  |                                                |                                         |                  |             |  |  |                                                |                       |       |
|  | Bandera de la Provincia de Buenos Aires        | Acassuso                                       | 0                        |       |                                                |                           |                        |                        |  | Bandera de la Provincia de Santa Fe     | Colón (p)                 | 1 (4)            |                  |  |                                                |                       |                  |                  |  |                                                |                                         |                  |             |  |  |                                                |                       |       |
|  |                                                |                                                |                          |       |                                                |                           |                        |                        |  | Bandera de la Provincia de Santa Fe     | Colón (p)                 | 1 (4)            |                  |  |                                                |                       |                  |                  |  |                                                |                                         |                  |             |  |  |                                                |                       |       |
|  |                                                | Bandera de la Provincia de Tucumán             | Atlético Tucumán         | 1 (3) |                                                |                           |                        |                        |  |                                         |                           |                  |                  |  |                                                |                       |                  |                  |  |                                                |                                         |                  |             |  |  |                                                |                       |       |
|  | Bandera de la Provincia de Tucumán             | Bandera de la Provincia de Tucumán             | Atlético Tucumán         | 1 (3) | Atlético Tucumán                               | 1                         |                        |                        |  |                                         |                           |                  |                  |  |                                                |                       |                  |                  |  |                                                |                                         |                  |             |  |  |                                                |                       |       |
|  | Bandera de la Provincia de Tucumán             |                                                |                          |       | Atlético Tucumán                               | 1                         |                        |                        |  |                                         |                           |                  |                  |  |                                                |                       |                  |                  |  |                                                |                                         |                  |             |  |  |                                                |                       |       |
|  | Bandera de la Provincia de Buenos Aires        | Platense                                       | 0                        |       |                                                |                           |                        |                        |  |                                         |                           |                  |                  |  |                                                |                       |                  |                  |  |                                                |                                         |                  |             |  |  |                                                |                       |       |
|  | Bandera de la Provincia de Buenos Aires        | Platense                                       | 0                        |       | Bandera de la Provincia de Tucumán             | Atlético Tucumán (p)      | 2 (5)                  |                        |  |                                         |                           |                  |                  |  |                                                |                       |                  |                  |  |                                                |                                         |                  |             |  |  |                                                |                       |       |
|  |                                                |                                                |                          |       | Bandera de la Provincia de Tucumán             | Atlético Tucumán (p)      | 2 (5)                  |                        |  |                                         |                           |                  |                  |  |                                                |                       |                  |                  |  |                                                |                                         |                  |             |  |  |                                                |                       |       |
|  |                                                | Bandera de la Provincia de Corrientes          | Boca Unidos              | 2 (4) |                                                |                           |                        |                        |  |                                         |                           |                  |                  |  |                                                |                       |                  |                  |  |                                                |                                         |                  |             |  |  |                                                |                       |       |
|  | Bandera de la Provincia de Buenos Aires        | Bandera de la Provincia de Corrientes          | Boca Unidos              | 2 (4) | Racing Club                                    | 0 (3)                     |                        |                        |  |                                         |                           |                  |                  |  |                                                |                       |                  |                  |  |                                                |                                         |                  |             |  |  |                                                |                       |       |
|  | Bandera de la Provincia de Buenos Aires        |                                                |                          |       | Racing Club                                    | 0 (3)                     |                        |                        |  |                                         |                           |                  |                  |  |                                                |                       |                  |                  |  |                                                |                                         |                  |             |  |  |                                                |                       |       |
|  | Bandera de la Provincia de Corrientes          | Boca Unidos (p)                                | 0 (4)                    |       |                                                |                           |                        |                        |  |                                         |                           |                  |                  |  |                                                |                       |                  |                  |  |                                                |                                         |                  |             |  |  |                                                |                       |       |
|  | Bandera de la Provincia de Corrientes          | Boca Unidos (p)                                | 0 (4)                    |       |                                                |                           |                        |                        |  |                                         |                           |                  |                  |  | Bandera de la Provincia de Santa Fe            | Colón                 | 2 (6)            |                  |  |                                                |                                         |                  |             |  |  |                                                |                       |       |
|  |                                                |                                                |                          |       |                                                |                           |                        |                        |  |                                         |                           |                  |                  |  | Bandera de la Provincia de Santa Fe            | Colón                 | 2 (6)            |                  |  |                                                |                                         |                  |             |  |  |                                                |                       |       |
|  |                                                | Bandera de la Provincia de Buenos Aires        | Estudiantes (BA) (p)     | 2 (7) |                                                |                           |                        |                        |  |                                         |                           |                  |                  |  |                                                |                       |                  |                  |  |                                                |                                         |                  |             |  |  |                                                |                       |       |
|  | Bandera de la Provincia de Buenos Aires        | Bandera de la Provincia de Buenos Aires        | Estudiantes (BA) (p)     | 2 (7) | Arsenal                                        | 2                         |                        |                        |  |                                         |                           |                  |                  |  |                                                |                       |                  |                  |  |                                                |                                         |                  |             |  |  |                                                |                       |       |
|  | Bandera de la Provincia de Buenos Aires        |                                                |                          |       | Arsenal                                        | 2                         |                        |                        |  |                                         |                           |                  |                  |  |                                                |                       |                  |                  |  |                                                |                                         |                  |             |  |  |                                                |                       |       |
|  | Bandera de la Ciudad de Buenos Aires           | Atlanta                                        | 0                        |       |                                                |                           |                        |                        |  |                                         |                           |                  |                  |  |                                                |                       |                  |                  |  |                                                |                                         |                  |             |  |  |                                                |                       |       |
|  | Bandera de la Ciudad de Buenos Aires           | Atlanta                                        | 0                        |       | Bandera de la Provincia de Buenos Aires        | Arsenal                   | 2                      |                        |  |                                         |                           |                  |                  |  |                                                |                       |                  |                  |  |                                                |                                         |                  |             |  |  |                                                |                       |       |
|  |                                                |                                                |                          |       | Bandera de la Provincia de Buenos Aires        | Arsenal                   | 2                      |                        |  |                                         |                           |                  |                  |  |                                                |                       |                  |                  |  |                                                |                                         |                  |             |  |  |                                                |                       |       |
|  |                                                | Bandera de la Provincia de Buenos Aires        | Estudiantes (BA)         | 3     |                                                |                           |                        |                        |  |                                         |                           |                  |                  |  |                                                |                       |                  |                  |  |                                                |                                         |                  |             |  |  |                                                |                       |       |
|  | Bandera de la Provincia de Buenos Aires        | Bandera de la Provincia de Buenos Aires        | Estudiantes (BA)         | 3     | Tigre                                          | 0                         |                        |                        |  |                                         |                           |                  |                  |  |                                                |                       |                  |                  |  |                                                |                                         |                  |             |  |  |                                                |                       |       |
|  | Bandera de la Provincia de Buenos Aires        |                                                |                          |       | Tigre                                          | 0                         |                        |                        |  |                                         |                           |                  |                  |  |                                                |                       |                  |                  |  |                                                |                                         |                  |             |  |  |                                                |                       |       |
|  | Bandera de la Provincia de Buenos Aires        | Estudiantes (BA)                               | 3                        |       |                                                |                           |                        |                        |  |                                         |                           |                  |                  |  |                                                |                       |                  |                  |  |                                                |                                         |                  |             |  |  |                                                |                       |       |
|  | Bandera de la Provincia de Buenos Aires        | Estudiantes (BA)                               | 3                        |       |                                                |                           |                        |                        |  | Bandera de la Provincia de Buenos Aires | Estudiantes (BA) (p)      | 1 (4)            |                  |  |                                                |                       |                  |                  |  |                                                |                                         |                  |             |  |  |                                                |                       |       |
|  |                                                |                                                |                          |       |                                                |                           |                        |                        |  | Bandera de la Provincia de Buenos Aires | Estudiantes (BA) (p)      | 1 (4)            |                  |  |                                                |                       |                  |                  |  |                                                |                                         |                  |             |  |  |                                                |                       |       |
|  |                                                | Bandera de la Provincia de Buenos Aires        | Real Pilar               | 1 (3) |                                                |                           |                        |                        |  |                                         |                           |                  |                  |  |                                                |                       |                  |                  |  |                                                |                                         |                  |             |  |  |                                                |                       |       |
|  | Bandera de la Provincia de Córdoba             | Bandera de la Provincia de Buenos Aires        | Real Pilar               | 1 (3) | Belgrano (C)                                   | 3                         |                        |                        |  |                                         |                           |                  |                  |  |                                                |                       |                  |                  |  |                                                |                                         |                  |             |  |  |                                                |                       |       |
|  | Bandera de la Provincia de Córdoba             |                                                |                          |       | Belgrano (C)                                   | 3                         |                        |                        |  |                                         |                           |                  |                  |  |                                                |                       |                  |                  |  |                                                |                                         |                  |             |  |  |                                                |                       |       |
|  | Bandera de la Ciudad de Buenos Aires           | Deportivo Riestra                              | 0                        |       |                                                |                           |                        |                        |  |                                         |                           |                  |                  |  |                                                |                       |                  |                  |  |                                                |                                         |                  |             |  |  |                                                |                       |       |
|  | Bandera de la Ciudad de Buenos Aires           | Deportivo Riestra                              | 0                        |       | Bandera de la Provincia de Córdoba             | Belgrano (C)              | 0                      |                        |  |                                         |                           |                  |                  |  |                                                |                       |                  |                  |  |                                                |                                         |                  |             |  |  |                                                |                       |       |
|  |                                                |                                                |                          |       | Bandera de la Provincia de Córdoba             | Belgrano (C)              | 0                      |                        |  |                                         |                           |                  |                  |  |                                                |                       |                  |                  |  |                                                |                                         |                  |             |  |  |                                                |                       |       |
|  |                                                | Bandera de la Provincia de Buenos Aires        | Real Pilar               | 1     |                                                |                           |                        |                        |  |                                         |                           |                  |                  |  |                                                |                       |                  |                  |  |                                                |                                         |                  |             |  |  |                                                |                       |       |
|  | Bandera de la Ciudad de Buenos Aires           | Bandera de la Provincia de Buenos Aires        | Real Pilar               | 1     | Vélez Sarsfield                                | 0                         |                        |                        |  |                                         |                           |                  |                  |  |                                                |                       |                  |                  |  |                                                |                                         |                  |             |  |  |                                                |                       |       |
|  | Bandera de la Ciudad de Buenos Aires           |                                                |                          |       | Vélez Sarsfield                                | 0                         |                        |                        |  |                                         |                           |                  |                  |  |                                                |                       |                  |                  |  |                                                |                                         |                  |             |  |  |                                                |                       |       |
|  | Bandera de la Provincia de Buenos Aires        | Real Pilar                                     | 1                        |       |                                                |                           |                        |                        |  |                                         |                           |                  |                  |  |                                                |                       |                  |                  |  |                                                |                                         |                  |             |  |  |                                                |                       |       |

### Sedes
Los siguientes estadios formaron parte de las sedes en las que se disputaron los partidos a partir de los Treintaidosavos de final.
|                                                                |                                                            |                                                                       |                                                                |
|                                                                |                                                            |                                                                       |                                                                |
| 15 de Abril Ciudad: Santa Fe Capacidad: 26 500                 | Alfredo Beranger Ciudad: Temperley Capacidad: 19 000       | Brigadier General Estanislao López Ciudad: Santa Fe Capacidad: 37 000 | Carlos Augusto Mercado Luna Ciudad: La Rioja Capacidad: 23 000 |
|                                                                |                                                            |                                                                       |                                                                |
| Centenario Ciudad de Quilmes Ciudad: Quilmes Capacidad: 30 200 | Ciudad de La Plata Ciudad: La Plata Capacidad: 53 000      | Ciudad de Lanús Ciudad: Lanús Capacidad: 46 619                       | Coloso del Ruca Quimey Ciudad: Cutral Có Capacidad: 16 500     |
|                                                                |                                                            |                                                                       |                                                                |
| Florencio Sola Ciudad: Banfield Capacidad: 34 900              | José María Minella Ciudad: Mar del Plata Capacidad: 32 354 | Juan Carmelo Zerillo Ciudad: La Plata Capacidad: 25 000               | Juan Domingo Perón Ciudad: Córdoba Capacidad: 30 000           |
|                                                                |                                                            |                                                                       |                                                                |
| Juan Gilberto Funes Ciudad: La Punta Capacidad: 15 062         | Julio Humberto Grondona Ciudad: Sarandí Capacidad: 18 500  | Malvinas Argentinas Ciudad: Mendoza Capacidad: 42 500                 | Marcelo Bielsa Ciudad: Rosario Capacidad: 38 095               |
|                                                                |                                                            |                                                                       |                                                                |
| Mario Alberto Kempes Ciudad: Córdoba Capacidad: 57 000         | Nuevo Monumental Ciudad: Rafaela Capacidad: 20 000         | Padre Ernesto Martearena Ciudad: Salta Capacidad: 21 000              | Presbítero Bartolomé Grella Ciudad: Paraná Capacidad: 14 000   |
|                                                                |                                                            |                                                                       |                                                                |
| Único La Pedrera Ciudad: Villa Mercedes Capacidad: 28 000      |                                                            |                                                                       |                                                                |

### Treintaidosavos de final
Esta fase la disputaron 26 equipos de Primera División, 12 de la Primera B Nacional, 6 de la Primera B, 13 del Federal A, 4 de la Primera C, y 3 de la Primera D. Entre el 26 de febrero y el 21 de julio se enfrentaron a partido único y clasificaron los 32 ganadores.
| Fecha         | Estadio                            | Equipo 1                | Resultado     | Equipo 2                    |
| ------------- | ---------------------------------- | ----------------------- | ------------- | --------------------------- |
| 26 de febrero | Brigadier General Estanislao López | Rosario Central         | (4) 2 - 2 (5) | Sol de Mayo                 |
| 27 de febrero | Centenario Ciudad de Quilmes       | Banfield                | 3 - 0         | Juventud Unida (G)          |
| 28 de febrero | Julio Humberto Grondona            | Tigre                   | 0 - 3         | Estudiantes (BA)            |
| 5 de marzo    | Julio Humberto Grondona            | Argentinos Juniors      | 4 - 1         | Douglas Haig                |
| 6 de marzo    | Florencio Sola                     | Independiente           | 4 - 0         | Atlas                       |
| 6 de marzo    | Padre Ernesto Martearena           | San Martín (T)          | (5) 2 - 2 (4) | Agropecuario                |
| 7 de marzo    | Centenario Ciudad de Quilmes       | Almagro                 | (3) 1 - 1 (4) | Atlético de Rafaela         |
| 7 de marzo    | Alfredo Beranger                   | Vélez Sarsfield         | 0 - 1         | Real Pilar                  |
| 13 de marzo   | Nuevo Monumental                   | Patronato               | (2) 1 - 1 (1) | Dock Sud                    |
| 19 de marzo   | Alfredo Beranger                   | Aldosivi                | 0 - 1         | Gimnasia y Esgrima (M)      |
| 20 de marzo   | Juan Carmelo Zerillo               | San Martín (SJ)         | 1 - 0         | Villa Dálmine               |
| 20 de marzo   | Padre Ernesto Martearena           | Atlético Tucumán        | 1 - 0         | Platense                    |
| 21 de marzo   | 15 de abril                        | Gimnasia y Esgrima (LP) | (4) 0 - 0 (3) | Defensores de Belgrano (VR) |
| 21 de marzo   | Malvinas Argentinas                | Lanús                   | 2 - 0         | Huracán Las Heras           |
| 25 de marzo   | Marcelo Bielsa                     | Talleres (C)            | 5 - 0         | Deportivo Laferrere         |
| 27 de marzo   | Julio Humberto Grondona            | Sarmiento (J)           | 0 - 2         | All Boys                    |
| 3 de abril    | Brigadier General Estanislao López | Nueva Chicago           | 1 - 2         | Central Córdoba (SdE)       |
| 10 de abril   | Alfredo Beranger                   | Arsenal                 | 2 - 0         | Atlanta                     |
| 16 de abril   | Florencio Sola                     | Defensa y Justicia      | 2 - 1         | Gimnasia y Tiro (S)         |
| 17 de abril   | Centenario Ciudad de Quilmes       | Mitre (SdE)             | 2 - 1         | Deportivo Roca              |
| 17 de abril   | Padre Ernesto Martearena           | River Plate             | 3 - 0         | Argentino de Merlo          |
| 19 de abril   | José María Minella                 | Boca Juniors            | 2 - 0         | Estudiantes (RC)            |
| 23 de abril   | Juan Gilberto Funes                | Independiente Rivadavia | 1 - 0         | Ferrocarril Midland         |
| 24 de abril   | Alfredo Beranger                   | Colón                   | 3 - 0         | Acassuso                    |
| 25 de abril   | Julio Humberto Grondona            | Unión                   | 0 - 1         | Barracas Central            |
| 8 de mayo     | Julio Humberto Grondona            | Belgrano                | 3 - 0         | Deportivo Riestra           |
| 15 de mayo    | Brigadier General Estanislao López | Huracán                 | 2 - 0         | Unión (S)                   |
| 22 de mayo    | Alfredo Beranger                   | Estudiantes (LP)        | 5 - 1         | Sarmiento (R)               |
| 22 de mayo    | 15 de abril                        | San Lorenzo             | 0 - 2         | Sportivo Estudiantes (SL)   |
| 21 de julio   | Ciudad de Lanús                    | Racing Club             | (3) 0 - 0 (4) | Boca Unidos                 |

### Dieciseisavos de final
Esta fase la disputaron los 32 ganadores de los treintaidosavos de final. Entre el 14 de julio y el 19 de septiembre se enfrentaron a partido único y clasificaron los 16 ganadores a los octavos de final.
| Fecha            | Estadio                  | Equipo 1                  | Resultado     | Equipo 2                |
| ---------------- | ------------------------ | ------------------------- | ------------- | ----------------------- |
| 14 de julio      | Juan Domingo Perón       | Huracán                   | (1) 1 - 1 (2) | Godoy Cruz              |
| 16 de julio      | Único de Villa Mercedes  | Gimnasia y Esgrima (M)    | (4) 1 - 1 (5) | River Plate             |
| 20 de julio      | Coloso del Ruca Quimey   | Mitre (SdE)               | 0 - 2         | Estudiantes (LP)        |
| 20 de julio      | Alfredo Beranger         | Gimnasia y Esgrima (LP)   | (3) 1 - 1 (4) | Defensa y Justicia      |
| 20 de julio      | Julio Humberto Grondona  | Lanús                     | 1 - 0         | Independiente Rivadavia |
| 27 de julio      | Coloso del Ruca Quimey   | Belgrano                  | 0 - 1         | Real Pilar              |
| 3 de agosto      | Coloso del Ruca Quimey   | Villa Mitre               | 1 - 0         | San Martín (SJ)         |
| 13 de agosto     | Ciudad de La Plata       | Boca Juniors              | (1) 1 - 1 (3) | Almagro                 |
| 21 de agosto     | 15 de abril              | All Boys                  | 0 - 1         | Central Córdoba (SdE)   |
| 21 de agosto     | Padre Ernesto Martearena | San Martín (T)            | (2) 0 - 0 (3) | Argentinos Juniors      |
| 28 de agosto     | Nuevo Monumental         | Sol de Mayo               | 0 - 4         | Colón                   |
| 28 de agosto     | Único de Villa Mercedes  | Patronato                 | 0 - 1         | Independiente           |
| 28 de agosto     | Alfredo Beranger         | Arsenal                   | 2 - 3         | Estudiantes (BA)        |
| 4 de septiembre  | Padre Ernesto Martearena | Atlético Tucumán          | (5) 2 - 2 (4) | Boca Unidos             |
| 18 de septiembre | Marcelo Bielsa           | Talleres (C)              | (6) 0 - 0 (5) | Banfield                |
| 19 de septiembre | Alfredo Beranger         | Sportivo Estudiantes (SL) | 2 - 0         | Barracas Central        |

### Octavos de final
Esta fase la disputaron los 16 ganadores de los dieciseisavos de final. Entre el 7 de septiembre y el 10 de octubre se enfrentaron a partido único y clasificaron 8 a los cuartos de final.
| Fecha            | Estadio                      | Equipo 1                  | Resultado     | Equipo 2              |
| ---------------- | ---------------------------- | ------------------------- | ------------- | --------------------- |
| 7 de septiembre  | Julio Humberto Grondona      | Lanús                     | 4 - 1         | Argentinos Juniors    |
| 8 de septiembre  | Coloso del Ruca Quimey       | Villa Mitre               | 1 - 2         | Central Córdoba (SdE) |
| 10 de septiembre | Presbítero Bartolomé Grella  | Colón                     | (4) 1 - 1 (3) | Atlético Tucumán      |
| 18 de septiembre | Ciudad de Lanús              | Godoy Cruz                | 0 - 1         | River Plate           |
| 25 de septiembre | Alfredo Beranger             | Estudiantes (BA)          | (4) 1 - 1 (3) | Real Pilar            |
| 26 de septiembre | Centenario Ciudad de Quilmes | Defensa y Justicia        | 0 - 1         | Independiente         |
| 7 de octubre     | Marcelo Bielsa               | Almagro                   | 1 - 0         | Talleres (C)          |
| 10 de octubre    | Julio Humberto Grondona      | Sportivo Estudiantes (SL) | (2) 2 - 2 (4) | Estudiantes (LP)      |

### Cuartos de final
Esta fase la disputaron los 8 ganadores de los octavos de final. Entre el 11 y el 25 de octubre se enfrentaron a partido único y clasificaron 4 a las semifinales.
| Fecha         | Estadio                     | Equipo 1              | Resultado     | Equipo 2         |
| ------------- | --------------------------- | --------------------- | ------------- | ---------------- |
| 11 de octubre | Malvinas Argentinas         | River Plate           | 2 - 0         | Almagro          |
| 16 de octubre | Juan Domingo Perón          | Central Córdoba (SdE) | 1 - 0         | Estudiantes (LP) |
| 16 de octubre | Presbítero Bartolomé Grella | Colón                 | (6) 2 - 2 (7) | Estudiantes (BA) |
| 25 de octubre | Marcelo Bielsa              | Independiente         | 0 - 2         | Lanús            |

### Semifinales
Esta fase la disputaron los 4 ganadores de los cuartos de final. El 14 de noviembre se enfrentaron a partido único, para definir los equipos que pasaron a la final.
| Fecha           | Estadio                     | Equipo 1              | Resultado | Equipo 2         |
| --------------- | --------------------------- | --------------------- | --------- | ---------------- |
| 14 de noviembre | Carlos Augusto Mercado Luna | Central Córdoba (SdE) | 1 - 0     | Lanús            |
| 14 de noviembre | Mario Alberto Kempes        | River Plate           | 2 - 0     | Estudiantes (BA) |

### Final
La final la disputaron los 2 ganadores de las semifinales. Se enfrentaron a partido único el 13 de diciembre.
| Fecha           | Estadio             | Equipo 1              | Resultado | Equipo 2    |
| --------------- | ------------------- | --------------------- | --------- | ----------- |
| 13 de diciembre | Malvinas Argentinas | Central Córdoba (SdE) | 0 - 3     | River Plate |

## Goleadores
| Jugador                 | Equipo                       | Goles |
| ----------------------- | ---------------------------- | ----- |
| Cristian Duma           | Douglas Haig                 | 4     |
| Alejo Distaulo          | Sportivo Estudiantes (SL)    | 3     |
| Luis Silba              | Sarmiento (R)                | 3     |
| Wilson Palacios Hurtado | Unión (S)                    | 3     |
| Martín Fabro            | Boca Unidos                  | 3     |
| Sebastián Palacios      | Talleres (C) / Independiente | 3     |
| Alejandro Fernández     | Altos Hornos Zapla           | 3     |
| Fernando Zuqui          | Colón                        | 3     |

## Equipo ideal
| Pos.           | Futbolista         | Equipo                                 |
| Titulares      | Titulares          | Titulares                              |
| -------------- | ------------------ | -------------------------------------- |
| Guardameta     | Franco Armani      | River Plate                            |
| Defensa        | Paolo Impini       | Estudiantes (BA)                       |
| Defensa        | Javier Pinola      | River Plate                            |
| Defensa        | Nicolás Pasquini   | Lanús                                  |
| Centrocampista | Fernando Zuqui     | Colón                                  |
| Centrocampista | Cristian Vega      | Central Córdoba (SdE)                  |
| Centrocampista | Ignacio Fernández  | River Plate                            |
| Centrocampista | Gervasio Núñez     | Atlético Tucumán-Central Córdoba (SdE) |
| Delantero      | Cristian Duma      | Douglas Haig                           |
| Delantero      | José Sand          | Lanús                                  |
| Delantero      | Ignacio Scocco     | River Plate                            |
| Suplentes      |                    |                                        |
| Guardameta     | Christian Limousin | Almagro                                |
| Defensa        | Héctor González    | Villa Mitre                            |
| Centrocampista | Exequiel Palacios  | River Plate                            |
| Centrocampista | Marcelo Meli       | Belgrano-Central Córdoba (SdE)         |
| Centrocampista | Martín Fabro       | Boca Unidos                            |
| Delantero      | Alejo Distaulo     | Sportivo Estudiantes (SL)              |
| Delantero      | Wilson Chimeli     | Real Pilar                             |
| Entrenador     | Marcelo Gallardo   | River Plate                            |